# 极丽马先蒿
极丽马先蒿（学名：Pedicularis decorissima）是列当科马先蒿属的植物，为中国的特有植物。分布于中国大陆的四川、甘肃、青海等地，生长于海拔2,900米至3,500米的地区，常生长在高山草地中，目前尚未由人工引种栽培。